# Radoszkowskiana rufiventris
Radoszkowskiana rufiventris är en biart som först beskrevs av Maximilian Spinola 1838.  Radoszkowskiana rufiventris ingår i släktet Radoszkowskiana och familjen buksamlarbin. Inga underarter finns listade i Catalogue of Life.